# Andreane Neofitou
Andreane Neofitou est une costumière de théâtre et de cinéma.

## Biographie
Elle est intervenue pour les films Rosencrantz et Guildenstern sont morts (1990) et Still Life. Elle a été nommée à l’Outer Critics Award pour la version américaine de Martin Guerre.
Elle intervient dans de nombreuses pièces à Londres comme :
- Miss Saigon, au théâtre Royal Drury Lane
- La Femme du boulanger et Timon d'Athènes, au Piccadilly Théâtre
- Peter Pan, au Royal National Theatre
- The Changeling et Le Marchand de Venise, avec la Royal Shakespeare Company
- Hedda Gabler et Once in a Lifetime, au théâtre canadien l'Aldwych

Elle reçoit la récompense Broadway's Tony Award en 1987, pour la création des costumes de la pièce de théâtre Les Misérables au sein de la Royal Shakespeare Company. Elle vit actuellement[Quand ?] à Londres.

## Autres interventions
Opéras
- Carmen, de Bizet, au Royal Albert Hall
- Nabucco, au New York's Metropolitan Opera

Comédies musicales
- Mademoiselle Julie à Athènes, à Broadway
- Jane Eyre, à Broadway